# Раевский, Святослав Афанасьевич
Святосла́в Афана́сьевич Рае́вский (5 (17) июня 1808, Санкт-Петербург — 1876, Санкт-Петербург) — государственный чиновник, литератор, этнограф, близкий друг поэта М. Ю. Лермонтова.

## Биография
Святослав Раевский родился 5 (17) июня 1808 года в семье саратовского дворянина Афанасия Гавриловича Раевского, служившего в 1806—1820 годах смотрителем пензенского уездного училища. В Пензе, в семье Раевских, часто гостила Е. А. Арсеньева — бабушка М. Ю. Лермонтова, которая впоследствии считалась крёстной матерью Святослава Афанасьевича.
В 1823—1827 годах учился на словесном отделении Московского университета. В аттестате об окончании университета указаны прослушанные им курсы лекций по российской, французской и латинской словесности, географии, хронологии, генеалогии, нумизматике, геральдике, поэзии, физике, алгебре, геометрии, минералогии и сельскому хозяйству.
С 1831 года — в Санкт-Петербурге, служил секретарём, помощником столоначальника, столоначальником в Департаменте государственного имущества Министерства финансов Российской империи. С мая 1836 года — столоначальник Департамента военных поселений Военного министерства Российской империи. В эти годы проживал в петербургском доме своей крёстной Е. А. Арсеньевой, где их раннее, ещё в детстве в Тарханах, знакомство с Михаилом Лермонтовым переросло в настоящую дружбу на почве общих литературных интересов. Святослав Афанасьевич познакомил Лермонтова со своим университетским товарищем, журналистом, будущим издателем А. А. Краевским, близким к редакции пушкинского «Современника». В лице С. А. Раевского и А. А. Краевского поэт получил поддержку своему решению стать писателем.
В феврале 1837 года Раевский был арестован за распространение стихотворения Лермонтова «Смерть поэта», написанного на смерть Пушкина, и вскоре выслан в Петрозаводск в распоряжение олонецкого губернатора А. В. Дашкова. Назначен чиновником особых поручений при губернаторе, участвовал в создании и редактировании первой губернской газеты «Олонецкие губернские ведомости». В своих статьях на страницах газеты пропагандировал необходимость развития краеведения в губернии, представил программу изучения экономики, истории, культуры и быта Олонецкой губернии.
27 февраля 1837 года Лермонтов писал Раевскому в Петрозаводск: «Ты не можешь вообразить моего отчаяния, когда я узнал, что стал виной твоего несчастья. Я сначала не говорил про тебя, но потом меня допрашивали от государя: сказали, что тебе ничего не будет и что если я запрусь, то меня в солдаты…, но я уверен, что ты меня понимаешь и прощаешь и находишь еще достойным своей дружбы…» А в декабре того же года Лермонтов писал из Тифлиса: «…любезный друг, не позабудь меня и верь все-таки, что самой моей большой печалью было то, что ты через меня пострадал. Вечно тебе преданный М. Лермонтов».
В декабре 1838 года Раевский ходатайствовал о разрешении продолжать государственную службу на общих основаниях, Николай I дал разрешение и освободил его от ссылки.
8 мая (26 апреля) 1839 года разрешением управляющего министерством внутренних дел А. Г. Строганова С. А. Раевский был переведён на службу в Кавказскую область, служил чиновником особых поручений при губернаторе Кавазской области А. В. Семёнове.
В 1840 году вышел в отставку, поселился в своём имении в Пензенской губернии. В 1847 году женился на Александре Сумароковой, в семье Раевских было пятеро детей.